# Steinhof
Steinhof es una localidad y antigua comuna suiza del cantón de Soleura, situada en el distrito de Wasseramt. Desde el 1 de enero de 2012 parte de la comuna de Aeschi.

## Historia
En 1264 los Vom Stein, escuderos vasayos de los Kyburgo, poseían la fortaleza al bordo del lago de Burgäschi, una parte del lago y la aldea de Aeschi. Steinhof hacía parte de la señoría de Aeschi, de la que Rodolfo III vom Stein, baile de Büren an der Aare cedió la mitad a Soleura en 1361. La otra mitad fue adquirida por la ciudad de Soleura en 1466. En el Antiguo Régimen, Steinhof dependía de la baja justicia de Subingen-Deitingen (bailía de Kriegstetten). En 1665 la alta justicia pasó de Berna a Soleura (tratado de Wynigen). 

## Geografía
Steinhof se encuentra situado en la meseta suiza en la región del valle del río Emme. La antigua comuna limitaba al norte con las comunas de Herzogenbuchsee y Bettenhausen, al este con Hermiswil, y al sur y al oeste con Seeberg, todas estas en el cantón de Berna. La localidad se encuentra completamente enclavada en el distrito administrativo de Alta Argovia en el cantón de Berna.

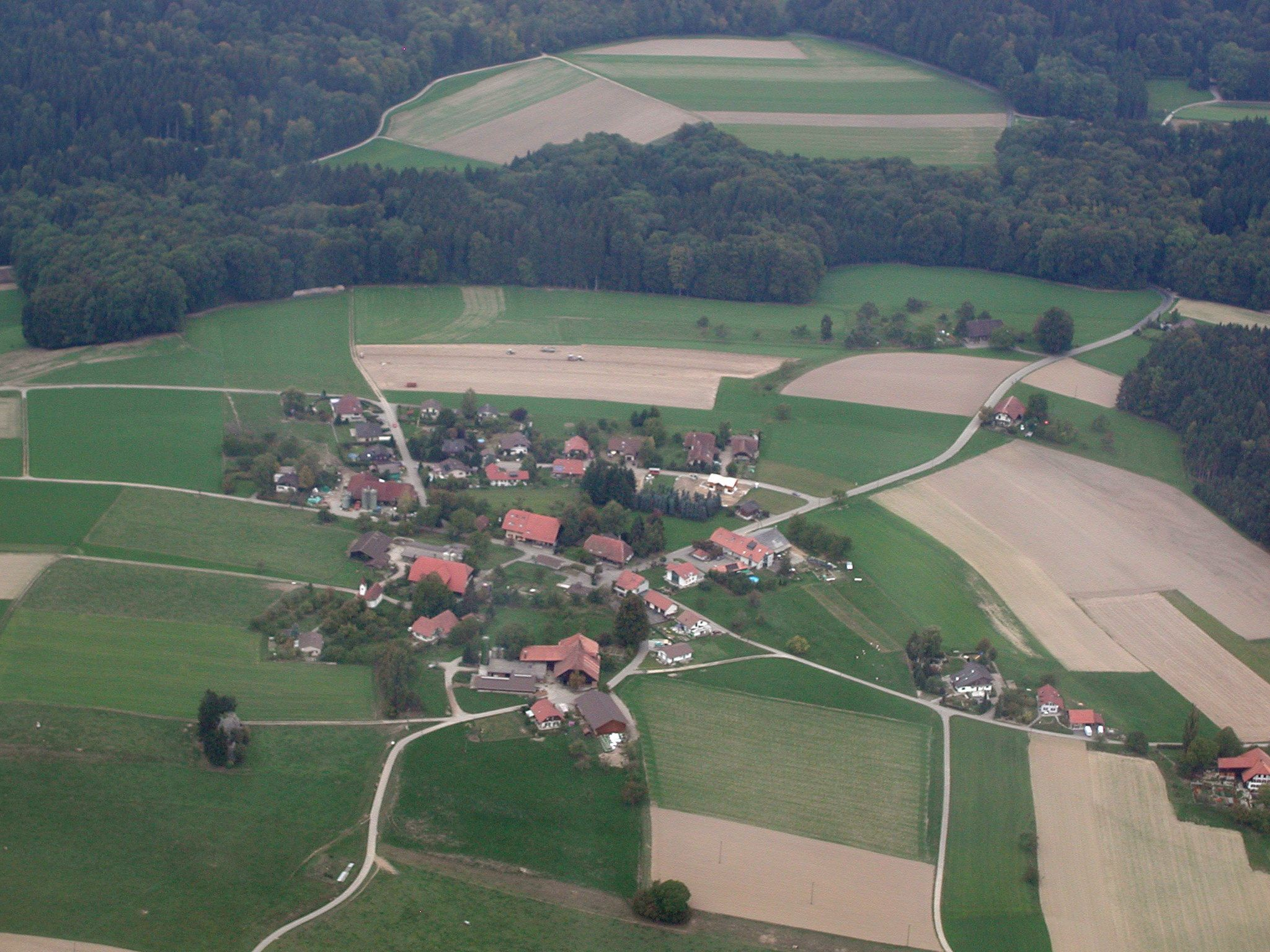
Vista aérea de Steinhof.